# Louetta (Texas)
Louetta est une ville fantôme au statut de secteur non constitué en municipalité située dans le comté de Harris, au Texas, aux États-Unis. La ville fut abandonnée en 1946.